# Prosthechea
Prosthechea är ett släkte av orkidéer. Prosthechea ingår i familjen orkidéer.

## Bildgalleri

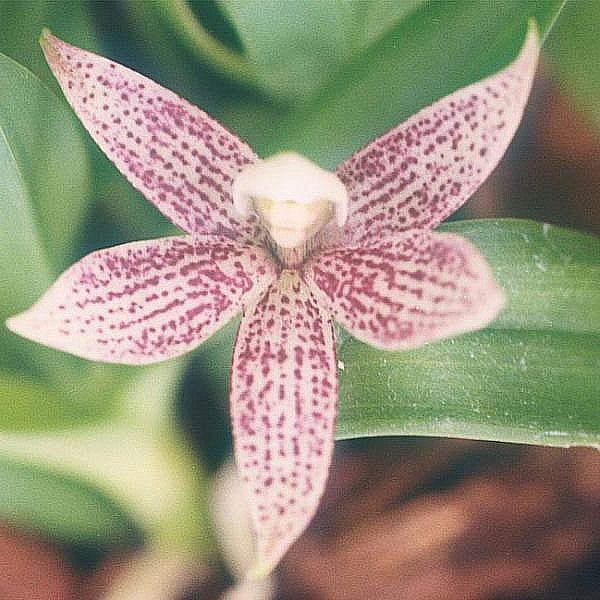
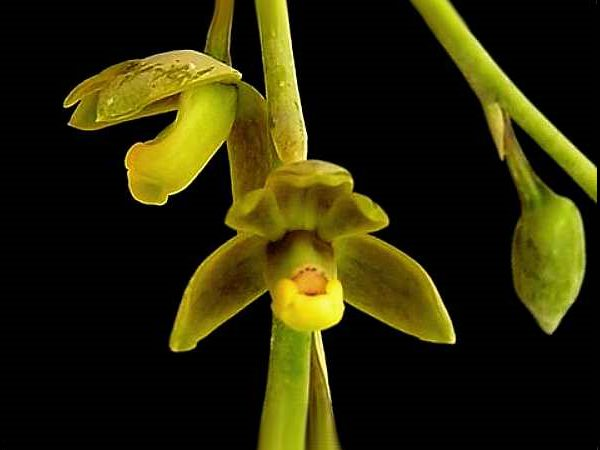
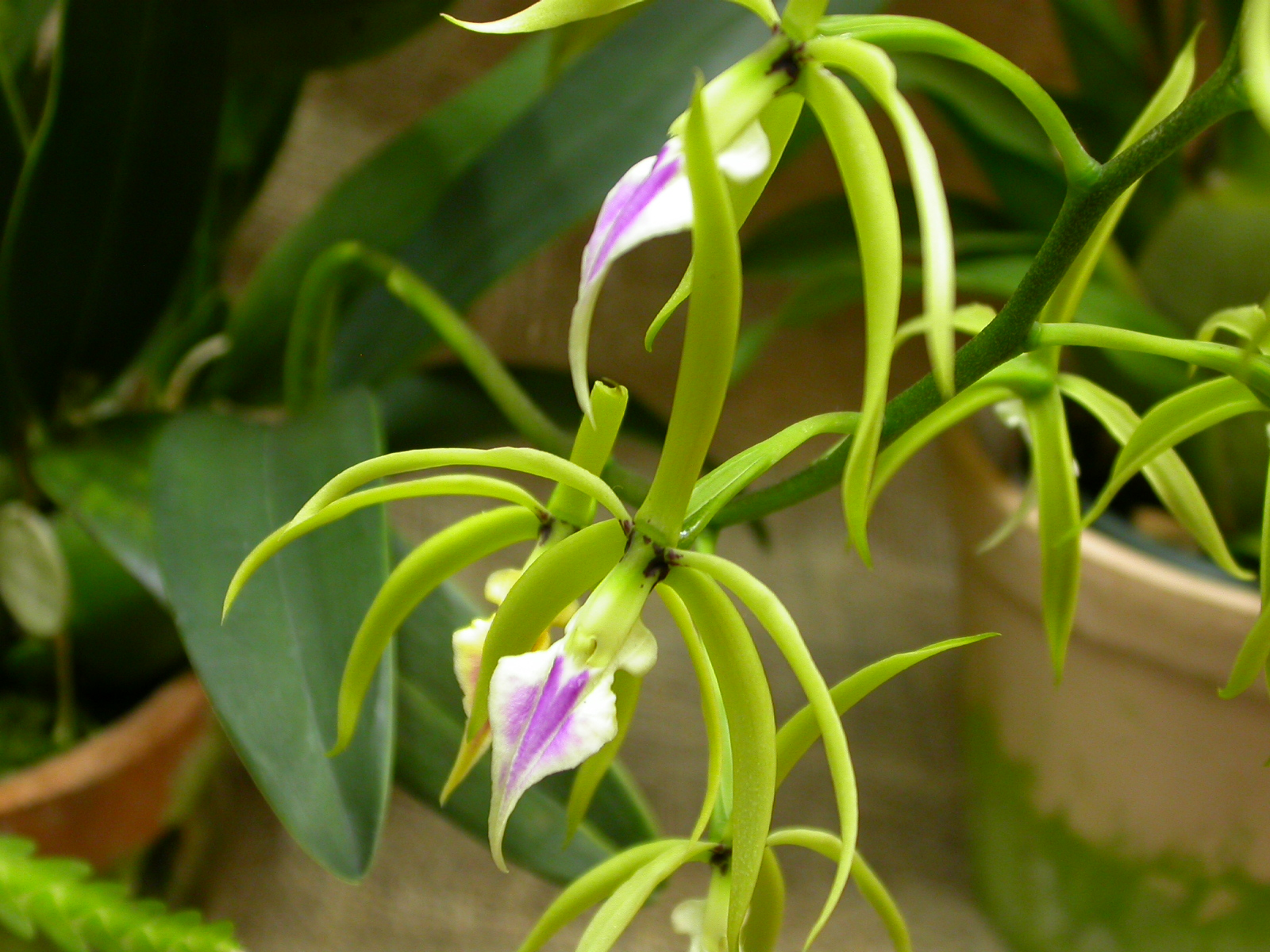
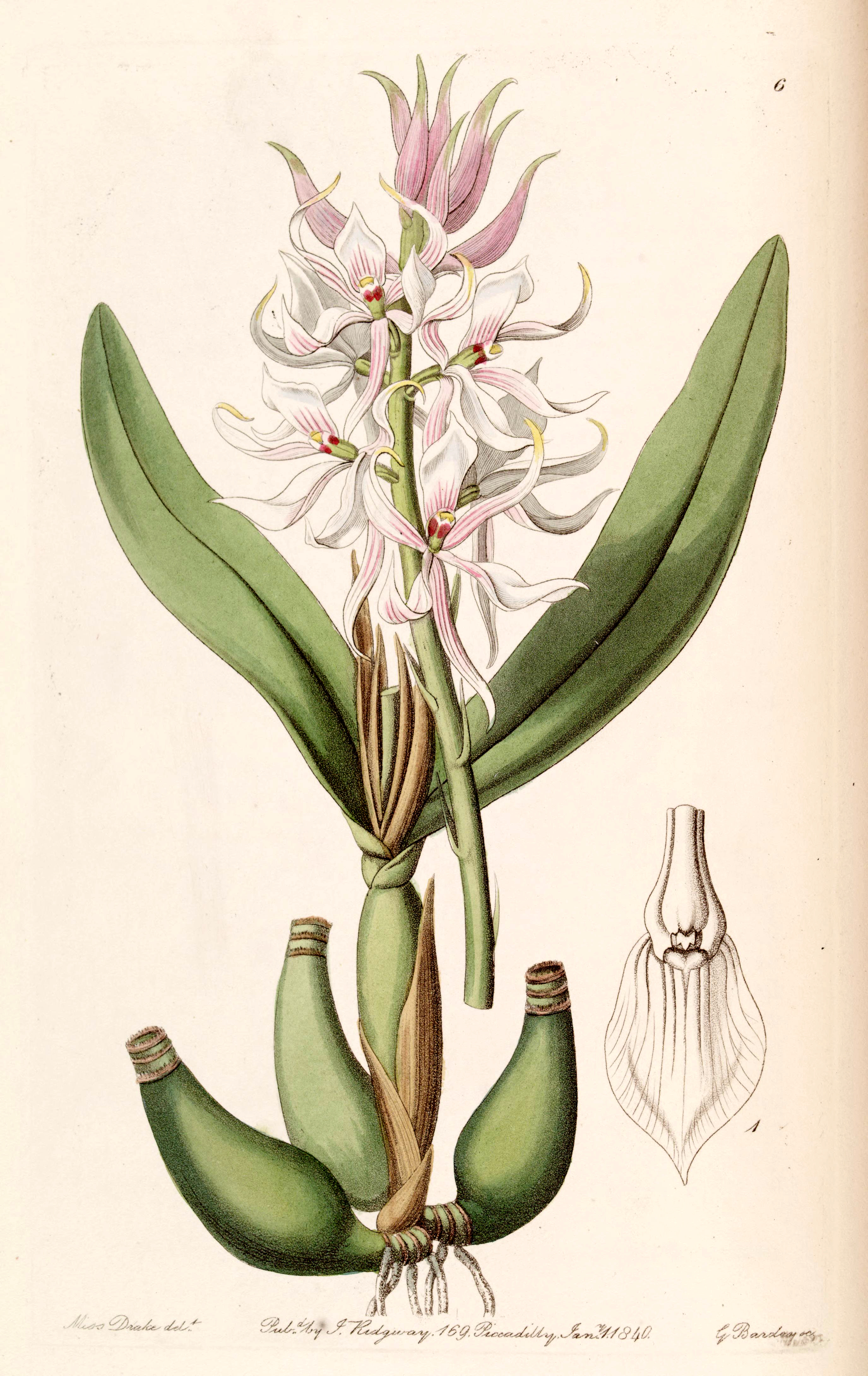
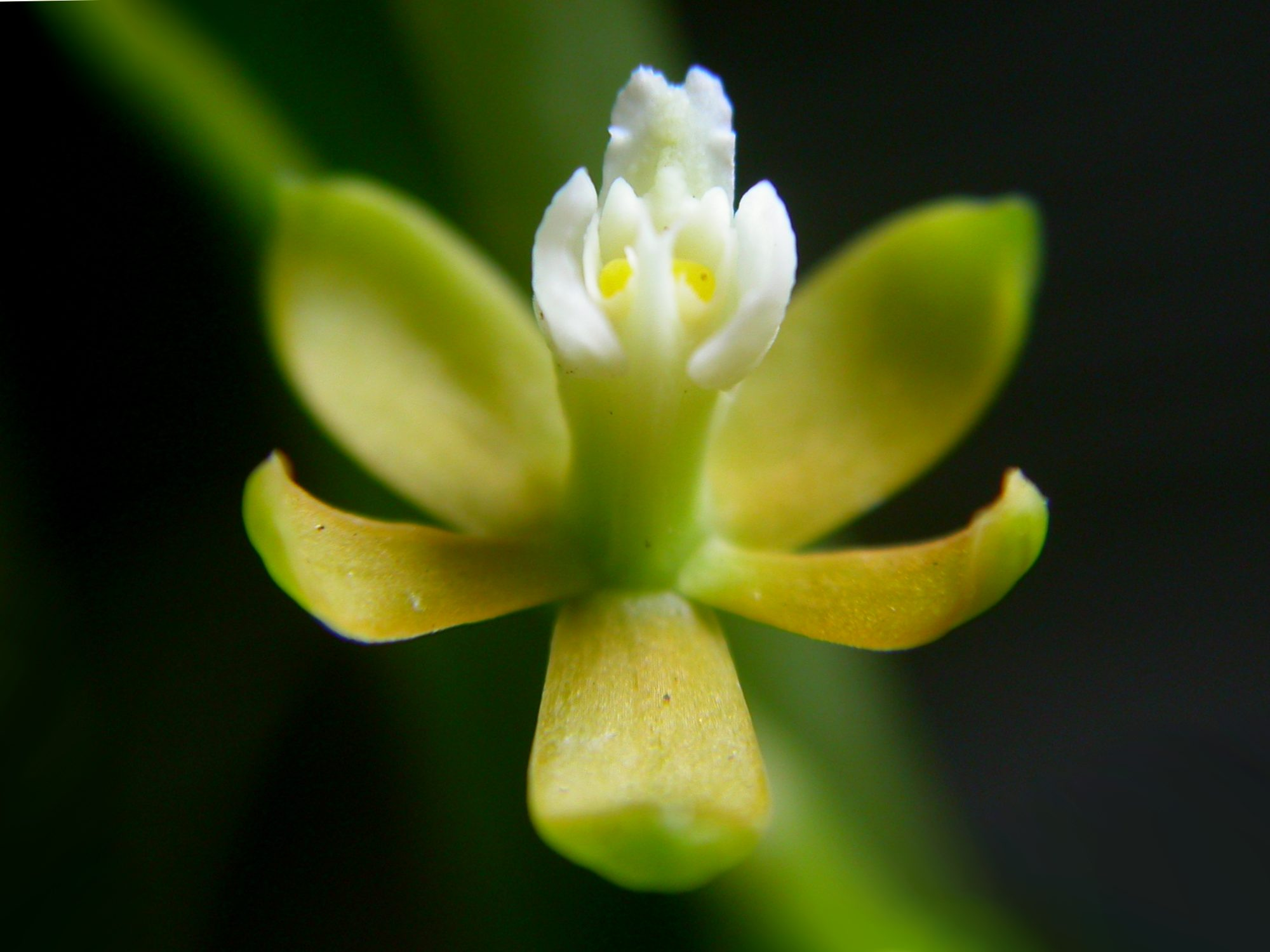
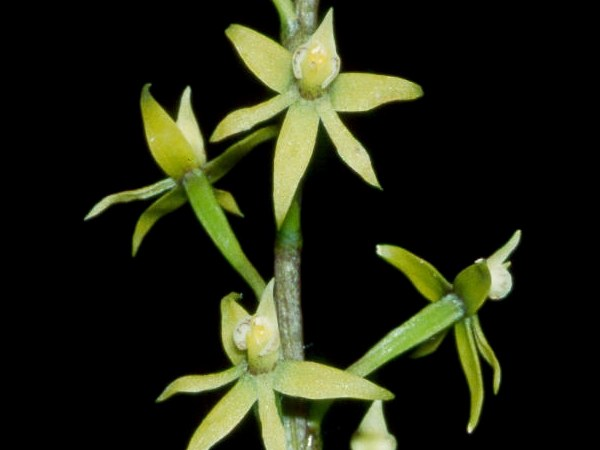

## Dottertaxa tillProsthechea, i alfabetisk ordning[1]
- Prosthechea abbreviata
- Prosthechea aemula
- Prosthechea alagoensis
- Prosthechea allemanii
- Prosthechea allemanoides
- Prosthechea aloisii
- Prosthechea arminii
- Prosthechea baculus
- Prosthechea barbozae
- Prosthechea bennettii
- Prosthechea bicamerata
- Prosthechea bohnkiana
- Prosthechea boothiana
- Prosthechea borsiana
- Prosthechea brachiata
- Prosthechea brachychila
- Prosthechea brassavolae
- Prosthechea bueraremensis
- Prosthechea bulbosa
- Prosthechea caetensis
- Prosthechea calamaria
- Prosthechea campos-portoi
- Prosthechea campylostalix
- Prosthechea carrii
- Prosthechea chacaoensis
- Prosthechea chimborazoensis
- Prosthechea chondylobulbon
- Prosthechea christensonii
- Prosthechea christyana
- Prosthechea citrina
- Prosthechea cochleata
- Prosthechea concolor
- Prosthechea crassilabia
- Prosthechea cretacea
- Prosthechea ebanii
- Prosthechea elisae
- Prosthechea faresiana
- Prosthechea farfanii
- Prosthechea fausta
- Prosthechea favoris
- Prosthechea fortunae
- Prosthechea fragrans
- Prosthechea fuertesii
- Prosthechea garciana
- Prosthechea ghiesbreghtiana
- Prosthechea gilbertoi
- Prosthechea glauca
- Prosthechea glumacea
- Prosthechea grammatoglossa
- Prosthechea greenwoodiana
- Prosthechea guttata
- Prosthechea hajekii
- Prosthechea hartwegii
- Prosthechea hastata
- Prosthechea ionocentra
- Prosthechea ionophlebia
- Prosthechea jauana
- Prosthechea joaquingarciana
- Prosthechea kautskyi
- Prosthechea lambda
- Prosthechea lindenii
- Prosthechea livida
- Prosthechea macrothyrsodes
- Prosthechea madrensis
- Prosthechea magnispatha
- Prosthechea marciliana
- Prosthechea mariae
- Prosthechea megahybos
- Prosthechea mejia
- Prosthechea michuacana
- Prosthechea moojenii
- Prosthechea mulasii
- Prosthechea neglecta
- Prosthechea neurosa
- Prosthechea obpiribulbon
- Prosthechea ochracea
- Prosthechea ochrantha
- Prosthechea ortizii
- Prosthechea pamplonensis
- Prosthechea panthera
- Prosthechea papilio
- Prosthechea pastoris
- Prosthechea pringlei
- Prosthechea prismatocarpa
- Prosthechea pseudopygmaea
- Prosthechea pterocarpa
- Prosthechea pulcherrima
- Prosthechea pulchra
- Prosthechea pygmaea
- Prosthechea racemifera
- Prosthechea radiata
- Prosthechea regentii
- Prosthechea regnelliana
- Prosthechea rhombilabia
- Prosthechea rhynchophora
- Prosthechea roraimensis
- Prosthechea sceptra
- Prosthechea schunkiana
- Prosthechea semiaperta
- Prosthechea serpentilingua
- Prosthechea serrulata
- Prosthechea sessiliflora
- Prosthechea silvana
- Prosthechea sima
- Prosthechea spondiada
- Prosthechea squalida
- Prosthechea suzanensis
- Prosthechea tardiflora
- Prosthechea terassaniana
- Prosthechea tigrina
- Prosthechea tripunctata
- Prosthechea trulla
- Prosthechea vagans
- Prosthechea varicosa
- Prosthechea vasquezii
- Prosthechea venezuelana
- Prosthechea vespa
- Prosthechea widgrenii
- Prosthechea villae-rosae
- Prosthechea vitellina